# Купельвизер, Леопольд
Леопольд Купельвизер (нем. Leopold Kupelwieser; 17 октября 1796, Маркт-Пистинг, Нижняя Австрия — 17 ноября 1862, Вена) — австрийский живописец периода позднего романтизма

## Биография

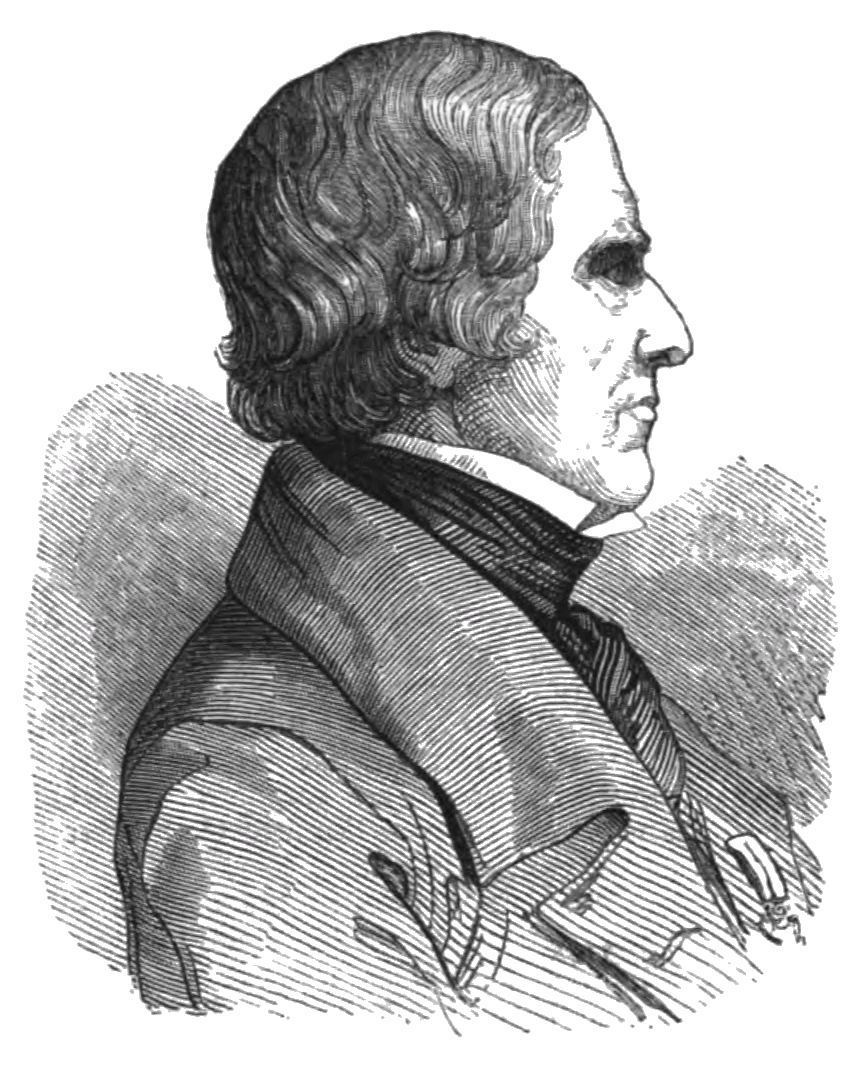
Л. Купельвизер («Австрийская иллюстрация», 1851)

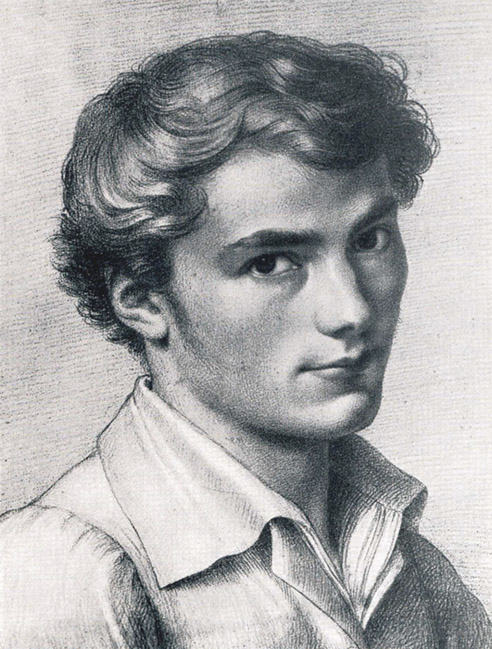
Портрет будущего врача доктора Карла Йозефа Хартманна из Вельса, друга композитора Франца Шуберта. Обычно публикуется с ошибочной аннотацией: «Шуберт в возрасте 16 лет»

Леопольд Купельвизер был сыном Иоганна Баптиста Георга Килиана Купельвизера (1760—1813), совладельца фабрики по производству жестяных изделий, основанной в 1775 году в Маркт-Пистинге, Нижняя Австрия, и его жены Марии Жозефы Юдит, урожденной Гспан (1767—1831). После того, как его талант был рано признан скульптором Францем Антоном фон Цаунером, в 1809 году в возрасте двенадцати лет Леопольд Купельвизер начал брать уроки в венской Академии изобразительных искусств.
Сторонник венского академизма, в 1824 году во время пребывания в Риме Леопольд попал под влияние художников «назарейцев» круга Иоганнa Фридрихa Овербекa. После смерти русского дворянинa Алексея Березина, по поручению которого он делал иллюстрации, Купельвизер вернулся в Вену и зарекомендовал себя как портретист и живописец исторического жанра.
Леопольд Купельвизер был членом круга друзей Франца Шуберта, «шубертианцев», которые летом часто останавливались в замке Атценбругг. Он создал несколько портретов этого круга друзей, в том числе самого Шуберта, Франца Йозефа Винценца фон Брухмана, Морица фон Швинда и Францa фон Шоберa. К кружку Франца Шуберта принадлежал и старший брат Купельвизера, театральный поэт Йозеф Купельвизер; в 1823 году он написал для Шуберта либретто оперы «Фьеррабрас».
17 сентября 1826 года Леопольд женился на Марии Иоанне Евангелисте Августине Стефании Теодоре Лутц, родившейся 26 декабря 1803 года. По этому случаю Шуберт посвятил ему «Купельвизеровский вальс», который «сохранялся по традиции в семье Куппельвизеров» до тех пор, пока не был записан Рихардом Штраусом в Маутнер-Маркхоф.
В 1831 году он был корректором, а с 1836 года — профессором исторической живописи в венской Академии изобразительных искусств и всё больше внимания уделял религиозным темам и фресковым росписям.
У Леопольда было множество детей, восемь из которых достигли совершеннолетия. В 1841 году в семье родился сын — Карл Купельвизер, дядя последующего философа Людвига Витгенштейна, а в 1842 году — Пауль Купельвизер, ставший промышленником (трое других сыновей также занимались промышленностью). В 1850 году Леопольд Купельвизер был награжден Рыцарским крестом ордена Франца-Иосифа.
Леопольд Купельвизер умер от истощения в Haus Stadt 646 в Вене и был похоронен 19 ноября 1862 года на кладбище генерала Верингера. 30 марта 1883 года его останки были эксгумированы и перезахоронены в почётной могиле на Гринцингском кладбище в Вене.
Среди самых известных потомков Леопольда Купельвизера — художница Ида Купельвизер (1870—1927), ученица Хьюго Шарлемона, которая была замужем за Максимилианом Ленцем (1860—1948), и Мари Анна Маутнер-Маркхоф («Пусси», 1900—1990), скульпторы Ганс Купельвизер и Виргил Видрих.

## Наследие
Леопольд Купельвизер работал над украшением многих столичных храмов, созданием алтарей и церковных фресок по всей Австрийской империи. Вместе с Йозефом фон Фюрихом он считается главным представителем религиозно-романтической живописи в Австрии. Им выполнены фрески церкви Яна Непомуцкого в Вене, многие картины для ряда государственных учреждений Нижней Австрии (1848—1850).
Леопольд Купельвизер известен также фотографиями, сделанными им с Франца Шуберта и его друзей. Среди его известных учеников — Георг Рааб и Йован Попович.
В 1894 году именем художника в Вене была названа улица Купельвизергассе (Kupelwiesergasse). В 1996 году, к 200-летию со дня рождения художника, австрийская почта выпустила специальную марку. Леопольд Купельвизер — один из персонажей (партия баса) музыкальной пьесы Генриха Берте «Das Dreimäderlhaus» (1916) по роману Рудольфа Ганса Барча «Шваммерль».
Произведения Л. Купельвизера хранятся в венском Военно-историческом и городском музеях, Галерее Бельведер (Вена), художественных музеях Санкт-Пёльтена, Клостернойбурга, Реца, Мизенбаха (Нижняя Австрия), Печа в Венгрии, Институте искусств в Чикаго (США) и многих других.

## Галерея

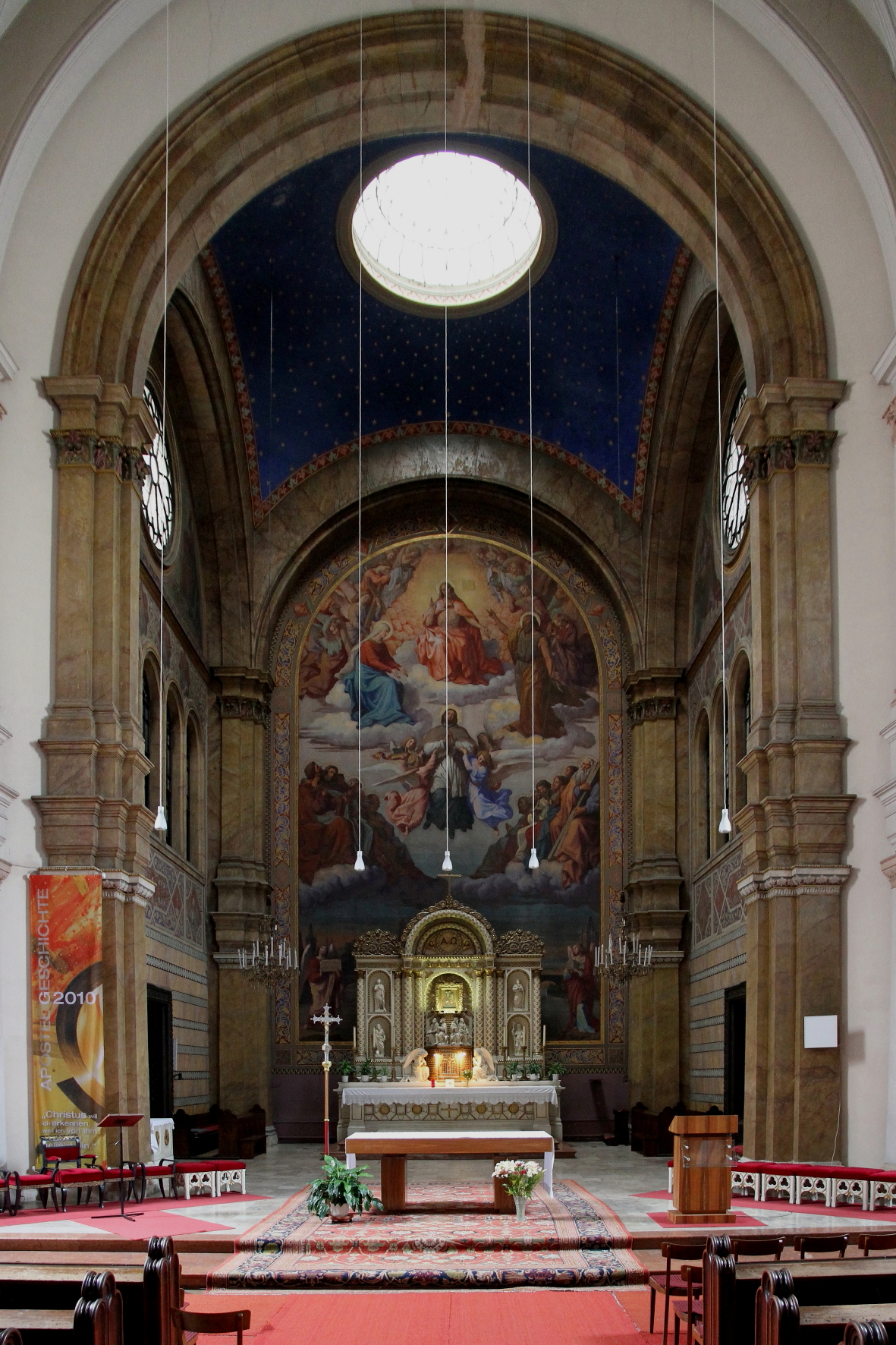
Апсида церкви Святого Непомука, Вена
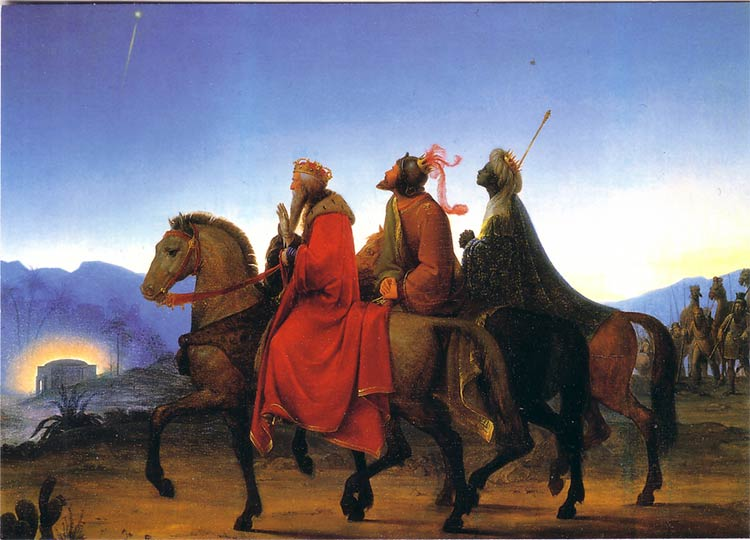
Путешествие трёх святых королей. 1825. Епархиальный музей, Руан
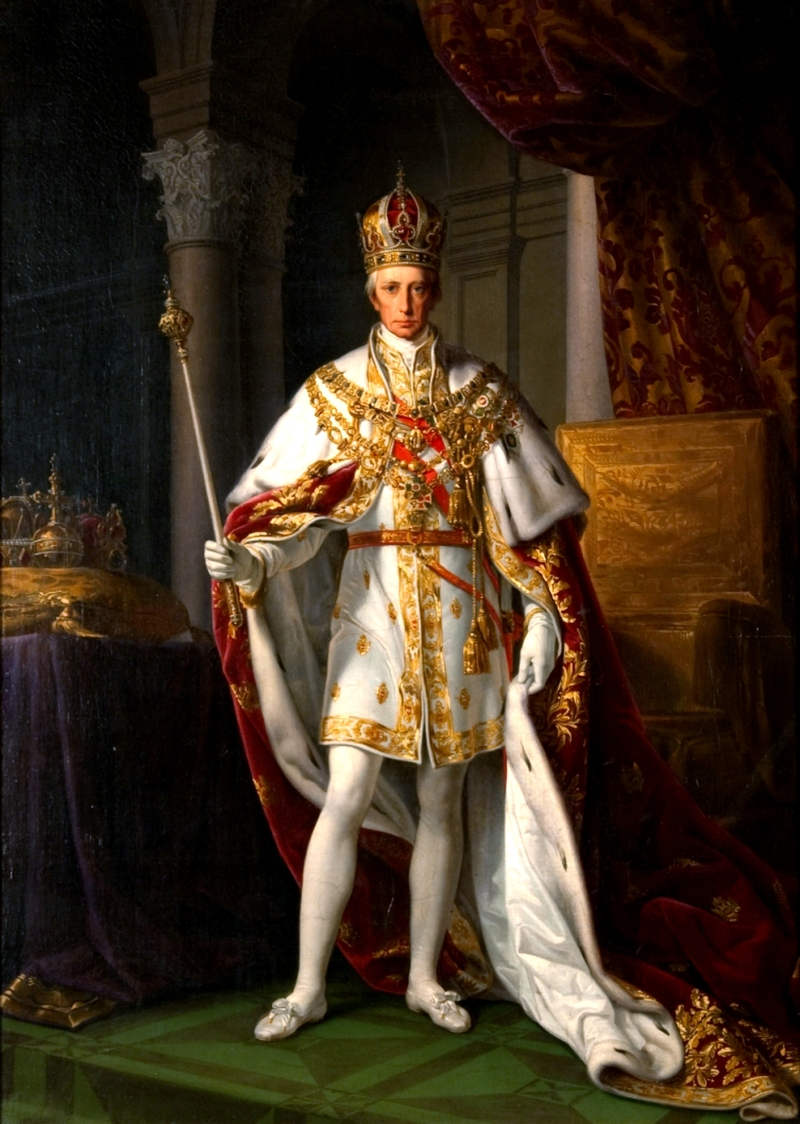
Парадный портрет императора Франца I. Ок. 1830. Холст, масло. Военно-исторический музей, Вена
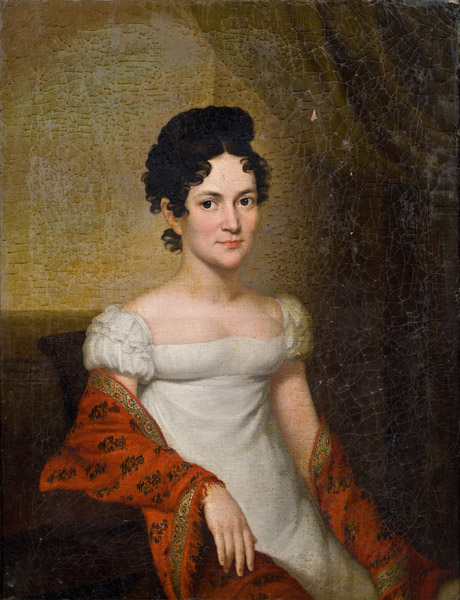
Портрет Каролины Бонапарт. 1819. Холст, масло. Частное собрание
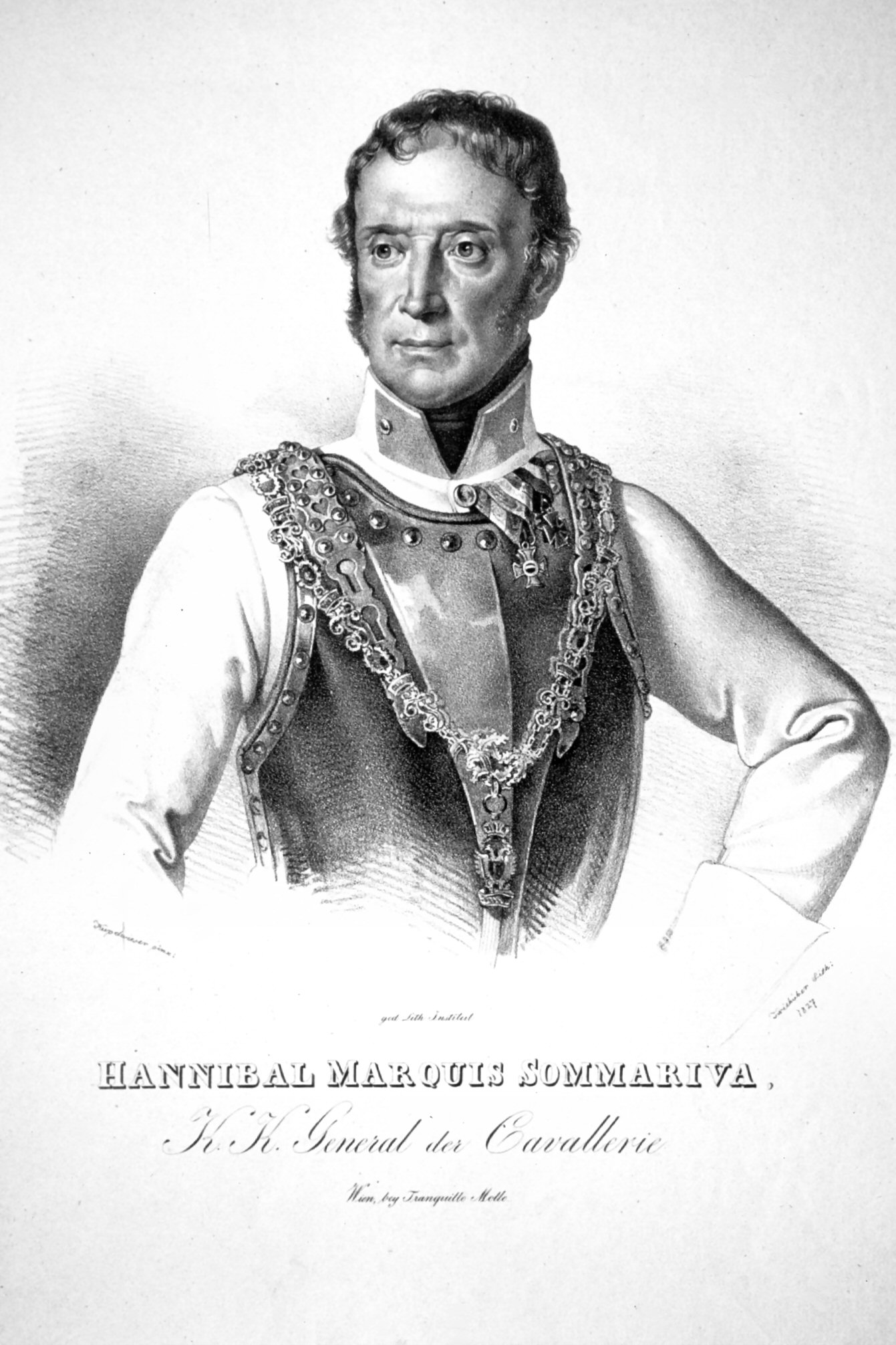
Портрет австрийского генерала Г. Соммарива. 1827. Литография. Альбертина, Вена
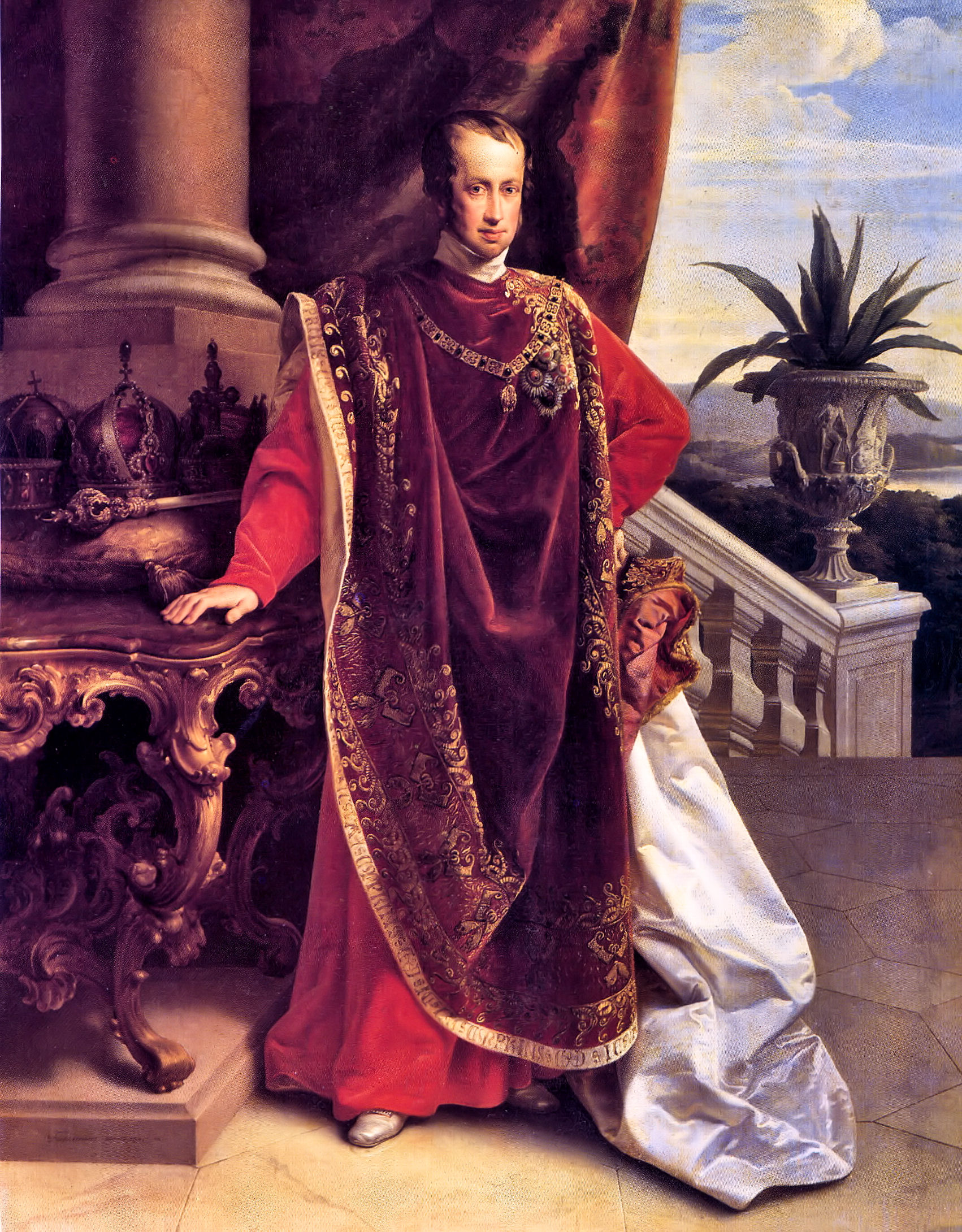
Портрет императора Фердинанда I. 1847. Холст, масло. Дворец Шёнбрунн, Вена
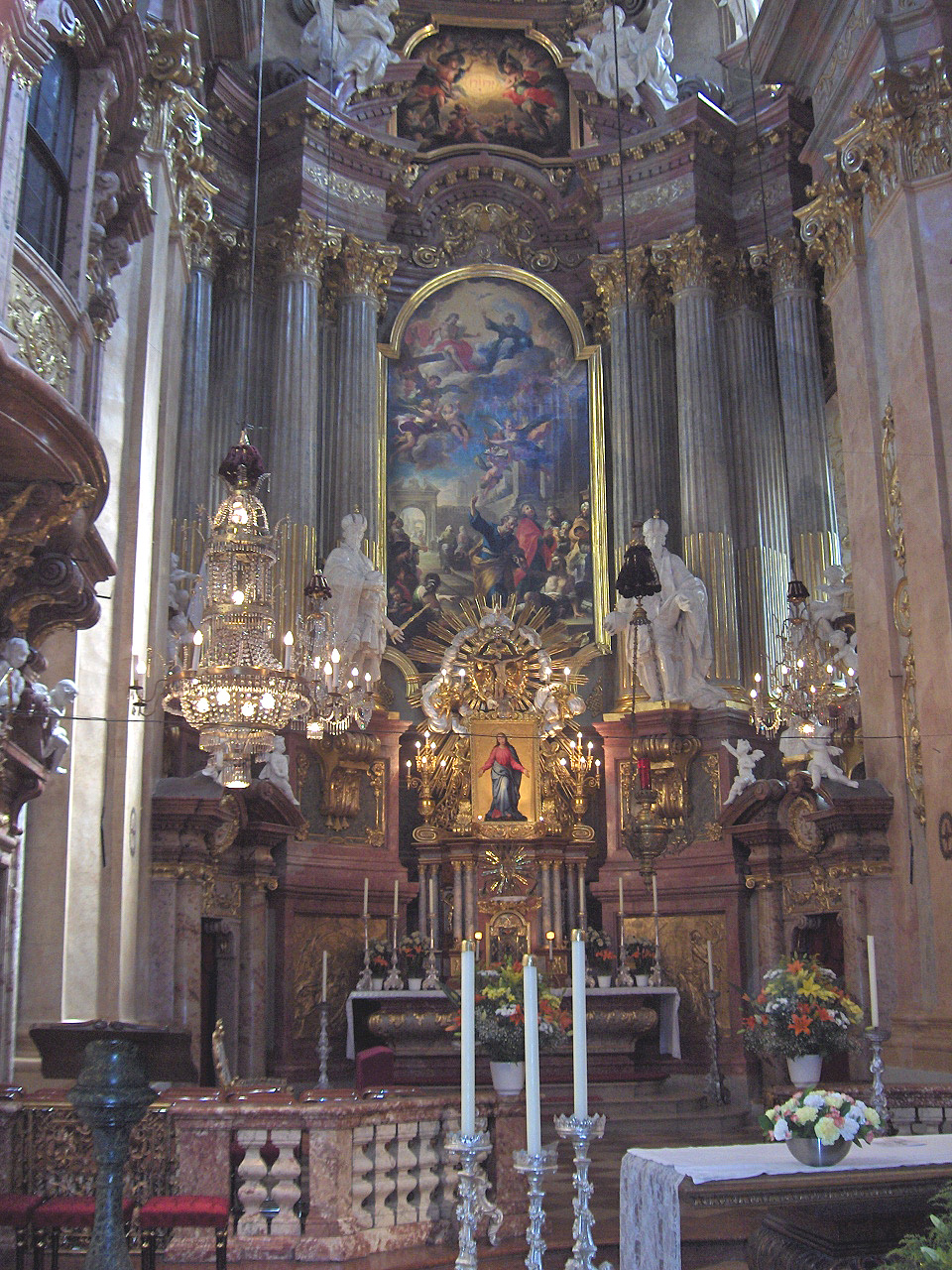
Главный алтарь церкви Святого Петра в Вене. Аллегория Непорочного зачатия Л. Купельвизера
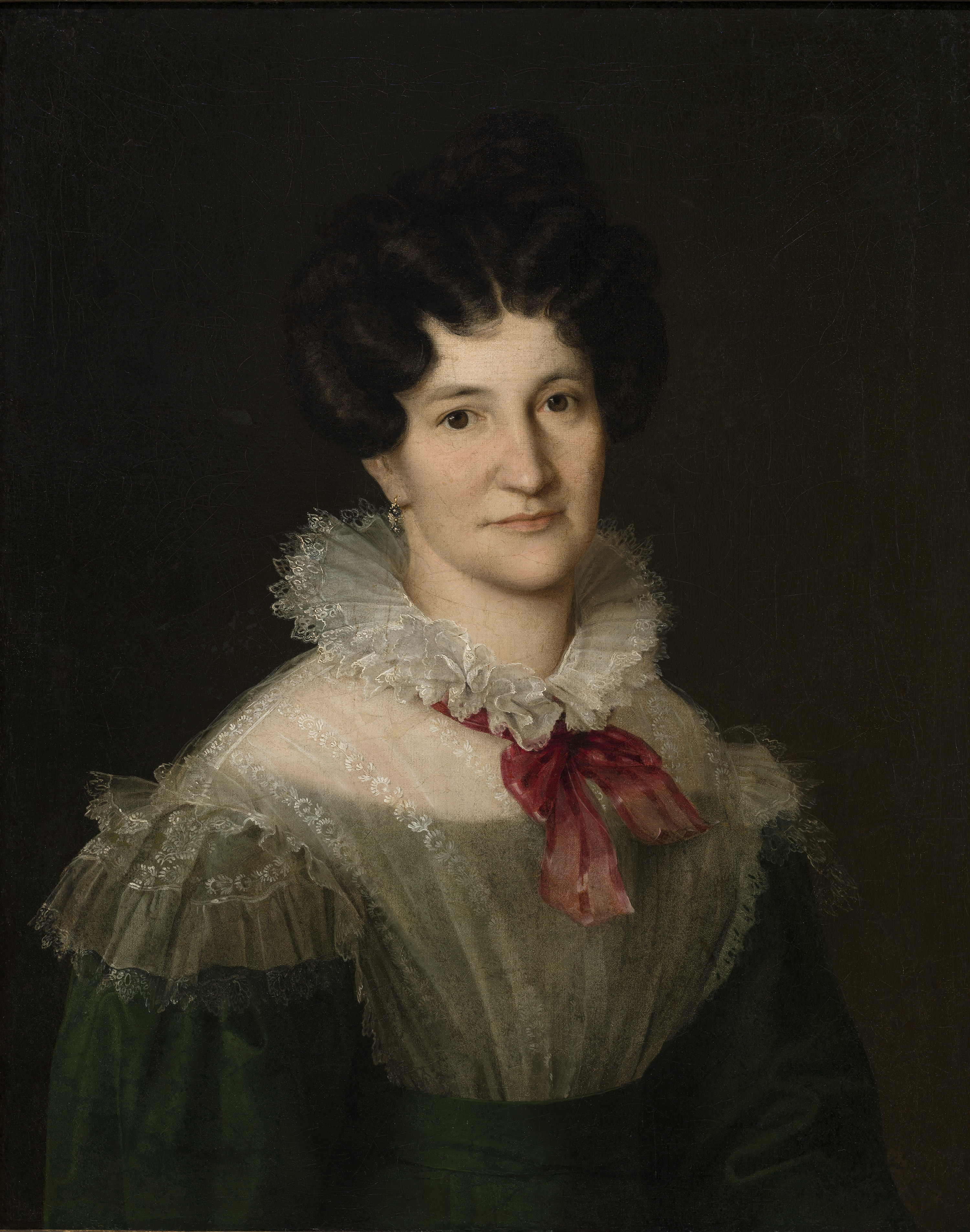
Портрет Анны Шмирер. 1815. Холст, масло. Новая галерея, Грац

## Память
В 1996 году в честь 200-летия со дня рождения Л. Купельвизера в Австрии была выпущена почтовая марка с его изображением.